# Премошћене спиралне галаксије
Премошћене спиралне галаксије су врста спиралних галаксија са пречагом. Пречаге постоје у две трећине свих спиралних галаксија. Први пут их је описао Едвин Хабл и означио као "SB" класа (spiral, barred). Деле се на три категорије на основу положаја кракова. SBa има збијене кракове док SBc имају веома раширене. SBb су негде између. SBm типови имају ирегуларне кракове (Велики Магеланов облак)
Млечни пут, галаксија у којој се налази Земља, спада у галаксије са пречагом.

## Пречаге
У спиралним галаксијама, оне са пречагом доминирају и чине две трећине свих спиралних галаксија. Није тачно познато како долази до стварања пречаге. Неке од хипотеза говоре да у пречаги настају младе звезде и да се служе као тунел куда се прашина доводи из кракова у центар галаксије. То би објаснило зашто већина премошћених спиралних галаксија има Активно галактичко језгро. 
Није познато како пречаге настају, али је вероватно да до њиховог стварања долази због саме структуре центра галаксије. Радијација уз центра може да промени орбите оближњих звезда које сачињавају пречагу и тако долази до њеног стварања.
Једна од хипотеза разматра могућност да је пречага само стадијум у еволуцији спиралних галаксија. Галаксија са пречагом може временом изгубити ту пречагу и постати правилна спирална галаксија. У зависности од њене масе, пречаге могу бити мање или веће. Масивне галаксије где је маса сконцентрисана у њеном центру обично имају мање пречаге. Овај процес еволуције галаксија могао би да траје у просеку две милијарде година.

## Примери
| Пример   | Слика | Тип  |
| -------- | ----- | ---- |
| M58      |       | SBc  |
| NGC 1365 |       | SBc  |
| M91      |       | SBb  |
| M95      |       | SBb  |
| NGC 1300 |       | SBbc |
| NGC 2217 |       | SBa  |